# Kongebogen
Shahnameh (Kongernes Bog, persisk: شاهنامه) er et episk digt tilskrevet den persiske digter Hakīm Abul-Qāsim Ferdowsī Tūsī. Bogen blev skrevet omkring år 1000. Kongebogen er formodentlig verdens længste episke digt skrevet af en enkelt digter og består af ca. 60.000 vers. Det omhandler den både mytiske og historiske fortid af det persiske imperium, fra verdens skabelse indtil den arabiske erobring af Persien i 651. Værket er af central betydning i den persiske kultur og anses for at være et af de største litterære værker på det persiske sprog.
En af de centrale personer i værket er Bahram 5., der regerede som shāhanshāh ("kongernes konge") fra 420 til sin død i 438.
I 2016 havde Davids Samling en særudstilling om værket. 